# قنفذي أبيض
القنفذي الأبيض نوع نباتي ينتمي إلى جنس القنفذي من الفصيلة النجمية. موطنه الهند.